# Панорама (дем Гревена)
Вижте пояснителната страница за други значения на Панорама.
Панорама или Шарган (на гръцки: Πανόραμα, до 1927 година Σαραγκαναίοι, Сараканеи) е село в Република Гърция, дем Гревена, област Западна Македония.

## География
Селото е разположено на 1050 m надморска височина, на около 40 km западно от град Гревена, в източните части на планината Пинд.

## История

### В Османската империя
В края на XIX век Шарган е гръкоезично село в западната част на Гребенската каза на Османската империя. Според статистиката на Васил Кънчов („Македония. Етнография и статистика“) през 1900 година Шарган е смесено християнско-мюсюлманско село с 50 гърци християни и 160 валахади (гръкоезични мюсюлмани).
На Етнографската карта на Битолския вилает на Картографския институт в София от 1901 година Шарган е чисто помашко (гръцко мохамеданско) село в казата Населица на Серфидженския санджак с 26 къщи. Същевременно Шарган е смесено село гърци християни и гърци мохамедани в Гревенската каза на Серфидженския санджак с 64 къщи.
Според статистика на Серфидженския санджак на гръцкото консулство в Еласона от 1904 година в Сараганеи (Σαραγκαναίοι), Гревенска каза, живеят 145 гърци елинофони християни.

### В Гърция
През Балканската война в 1912 година в селото влизат гръцки части и след Междусъюзническата в 1913 година селото влиза в състава на Кралство Гърция.
През 1927 година името на селището е сменено на Панорама.
Населението произвежда жито, картофи и други земеделски култури.
Годишният селски празник се провежда от 7 до 9 септември и съвпада с храмовия празник на църквата „Рождество Богородично“, която е от XIX век и в нея са съхранени ценни икони. На 15 август се организира църковен събор около църквичката „Успение Богородично“ в местността Вари на 3 километра западно от селото.
| Година    | 1913 | 1920 | 1928 | 1940 | 1951 | 1961 | 1971 | 1981 | 1991 | 2001 | 2011 | 2021 |
| --------- | ---- | ---- | ---- | ---- | ---- | ---- | ---- | ---- | ---- | ---- | ---- | ---- |
| Население | 242  | 163  | 180  | 206  | 110  | 65   | 28   | 118  | 79   | 126  | 32   | 31   |